# Малюр червоноплечий
Малюр червоноплечий (Malurus elegans) — вид горобцеподібних птахів з родини малюрових (Maluridae). Осілий птах. Ендемік південно-західної частини Західної Австралії. Є яскраво виражений статевий диморфізм.